# Helmut Schnotz
Helmut Schnotz (* 1967 in Bechhofen) ist ein deutscher Politiker der CSU. Seit 2023 gehört er dem Bayerischen Landtag an.

## Leben
Schnotz besuchte zwischen 1981 und 1985 die Wirtschaftsschule Ansbach und schloss mit der Mittleren Reife ab. Im Anschluss absolvierte er eine Ausbildung zum Bankkaufmann und leistete seinen 15-monatigen Wehrdienst ab. Danach arbeitete er bei der Raiffeisenbank Herrieden, der Acredobank und der VR-Bank Feuchtwangen. Durch ein berufsbegleitendes Studium bildete er sich zum Bankfachwirt weiter und erwarb Kenntnisse im Bankbetriebswirt-Management.
2008 wurde er Bürgermeister des Marktes Bechhofen. Außerdem ist er Kreisrat des Landkreises Ansbach.
Bei der Landtagswahl in Bayern 2023 trat er im Stimmkreis Ansbach-Süd, Weißenburg-Gunzenhausen an und wurde zum Mitglied des 19. Landtages gewählt.
Schnotz ist Vater von zwei Kindern.